# Thambema tanum
Thambema tanum là một loài chân đều trong họ Thambematidae. Loài này được Harrison miêu tả khoa học năm 1987.